# 율리아 클뢰크너

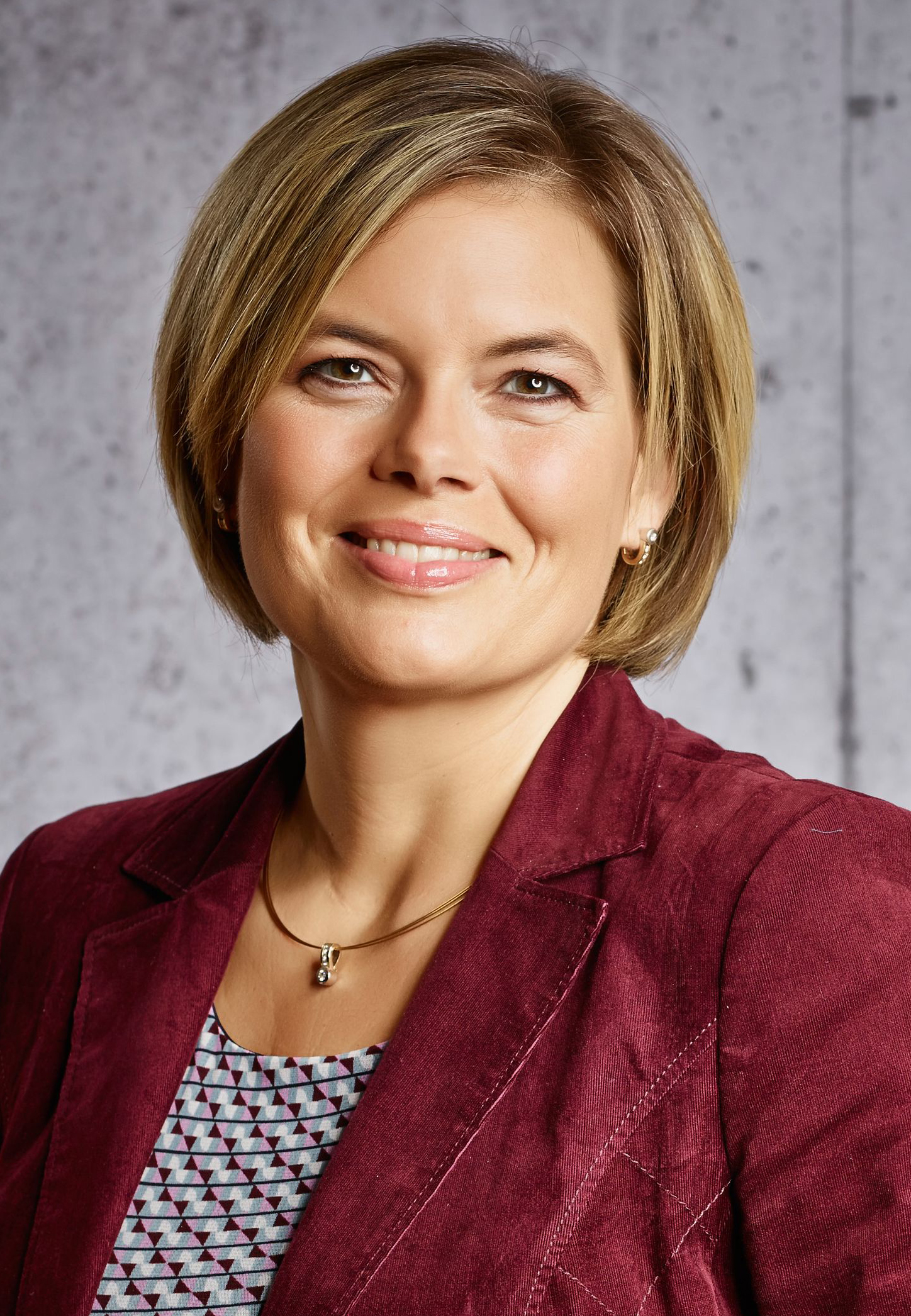
율리아 클뢰크너

율리아 클뢰크너(독일어: Julia Klöckner, 1972년 12월 16일 ~ )는 독일의 정치인(CDU)이다. 2010년부터 기민련 라인란트팔츠 주 당대표를 역임하고 있으며, 2011년부터 주의회 기민련 교섭단체 대표도 겸임하고 있다. 주의회에 활동하기 전에 9년간 연방하원 의원을 지냈고, 이중 2년은 식품 및 농업, 소비자보호부 차관으로 재임했다.

## 성장및 초기 경력
클뢰크너는 와인양조장을 경영하는 가족의 막내로 굴덴탈(Guldental)에서 성장했다. 1992년 바트 크로이츠나흐 소재 안데어슈타트마우어 고등학교를 졸업한 후, 마인츠 대학에서 정치학과 카톨릭 신학, 교육학을 전공했다. 그녀의 주요 관심분야는 국제정치, 농업정책, 사회윤리, 경제 및 생명윤리 등이었다. 클뢰크너의 석사논문은 "유럽 와인시장정책의 구조와 발전"이었다. 1998년 석사 졸업과 동시에 사회과와 종교(카톨릭)과 중등교사 자격을 취득했다.
학사과정을 마친후 특별허가을 얻어 비스바덴 소재 초등학교에서 1994년에서 1998년사이 종교교사를 지냈으며, 그후 언론인이 되기 위한 실무교육과정을 시작했다.
클뢰크너는 1994년에 나에(Nahe)지역 와인여왕으로, 1995년에는 독일 와인여왕으로 선발되었다.
1998년에서 2002년까지 라인란트팔츠 주와 바덴뷔르템베르크 주를 권역으로 하는 지역 공영방송 SWR의 농촌문화담당부서에서 프리렌서로 일했다. 마이닝거출판에서 발행하는 바인벨트(Weinwelt, 와인세계)와 소물리에지(Sommelier-Magazin)에서 일했다. 전자에서는 2000년에서 2002년까지 편집진으로 일했고, 후자에서는 2001년에서 2009년사이 편집장을 역임했다.

## 정치활동

### 당(CDU) 활동
클뢰크너는 1997년 청년유니온(Junge Union, 기민련/기사련 청년조직)과 여성유니온(Frauen-Union, 기민련 여성조직), 그리고 유럽연방주의자유니온의 독일지부인 유럽유니온(Europa-Union)과 청년유럽연방주의자(Jungen Europäischen Föderalisten, 유럽연장주의자 유니온 청년조직)에 가입했다. 2001년부터 바트 크로츠나흐 청년유니온 대표단으로 선출되어, 2007년까지 활동했다. 2001년 바트크로츠나흐 대표단에도 선출되었다. 2002년에서 2007년까지 라인란트팔츠주 청년유니온 대표단을 지냈다.
클뢰크너는 2003년 기민련 여성유니온 연방대표단으로도 선출된다. 연방하원의원으로 선출된 2003년에는 기민련/기사련 연방하원교섭단체의  청년그룹의 부대표가 된다. 기민련 라인란트팔츠 주당 대표단을 지내고, 2006년 1월 24일 연방하원 기민련/기사련 교섭단체 라인란트팔츠 주 대표가되고, 기민련/기사련 교섭단체 소비자보호 대책위원장으로 임명된다.
2006년 7월 8일에는 59차 라인란트팔츠 기민련 주당대회에서 대의원 91.5%의 찬성으로 주당 부대표로 선출된다. 그리고 유럽 국민당 부대표로도 선출된다. 2007년 5월 14일에는 기민련 "창조물 수호-기후, 환경, 소비자보호" 위원회 부위원장으로 선출되었으며, 이 위원회의 소비자보호 소위원회를 이끌었다. 2007년 10월 23일 기민련/기사련 연방하원 교섭단체 부대표로 선출되고, 식품 및 농업, 소비자보호부분의 간사를 맡아 2009년까지 활동했다.
2010년 9월 25일 마인츠에서 개최된 기민련 라인란트팔츠주 주당대회에서 96.9%의 찬성으로 주당대표로 선출되고, 2010년 11월 15일 기민련 25차 연방당대회에서 94.43% 득표로 최고위원으로도 선출된다. 2012년 12월 4일에는 기민련 중앙당 부대표로 선출된다. 2014년 11월 29일 라인란트팔츠 주 기민련은 98.9% 의 지지로 클뢰크너를 주당 대표로 재선출한다.
언론에서 클뢰크너를 우르줄라 폰 데어 라이엔(국방부장관), 안네그레트 크람프-카렌바우어(Annegret Kramp-Karrenbauer, 자를란트 주지사) 등과 더불어 메르켈을 이을 차기 여성총리후보군으로 분류하고 있다.

### 의원
클뢰크너는 2002년  10월 연방하원선거에서 라인란트주 정당명부(비례대표)를 통해 연방하원에 진출한다. 지역구 선거에서는 득표율 7 % 차이로 사민당후보에게 패했다.
2005년 연방하원 선거에서 기민련후보로는 처음으로 50여년만에 크로이츠나흐 선거구 지역구 선거에서 승리한다(43.0% 득표). 2005년 12월 15일 연방하원 본회의 서기로 재선출된다. 2005년에는 환경 및 자연보호, 원자력발전소안전 상임위의 부위원이 된다. 2006년 6월 2일 의회의 지속가능한 발전을 위한 자문위원회 위원이 된다. 2008년 7월에는 금융기관의 개인정보를 다루는 슈파의 소비자보호 자문위원회의 소비자를 이익을 대표해 2년 임기의 위원으로 취임한다.
2009년 연방하원 선거에서도 크로츠나흐/비르켄펠트 선거구에서 47%의 득표로 재선에 성공한다.
클뢰크너는 독일의원연맹의 대표단이도 하다. 그녀는 의회 와인포럼을 만들기도 했고, 범정당 의원 모임인 "호스피스"에 참가했다.
클뢰크너는 2009년 연방대통령선거시 계수위원회에 참여해 그 결과를 공식발표 15분 전에 트위터에 공개해 물의를 일으켰다. 선거결과 공개문제로 연방하원 서기직을 사임하게 된다.
2011년 5월 18일 라인란트팔츠주 의회가 구성됨에 따라 5월 27일부로 연방하원의원직을 사임한다.

### 라인란트팔츠주 정치활동
2004년 6월 13일 실시된 바트 크로츠나흐 기초의회 선거에서 42,888표를 득표해, 기민련 소속 50명의 후보중 최다득표를 기록해 군의회 의원으로 선출되었다. 2009년 6월 7일 실시된 기초의회 선거에서도 최다 득표(46,759표)로 재선에 성공한다. (독일은 연방하원의원과 기초의원의 겸임이 허용되며, 겸임하는 경우가 많다.)
2009년 11월 17일 기민련 라인란트주 대표인 크리스티안 발다우프(Christian Baldauf)가 클뢰크너를 2011년 주의회 선거의 주지사 후보로 내세울 것을 제안했다. 2010년 4월 17일 빙엔(Bingen)에서 개최된 기민련 라인란트주 당대회에서 402명의 투표 대의원 중 400명의 지지로(99.2%) 주지사후보로 선출되었다. 2010년 10월 4일 람슈타인-미젠바흐에서 개최된 기민련 라인란트팔트주 주당대회에서 99.6%의 지지로 2011년 주의회 선거 기민련 명부 1번후보로 선출되었다. 2015년 9월 19일 프랑켄탈에서 개최된 주당대회에서 만장일치로 클뢰크너를 2016년 주의회선거 주지사후보로 입후보로 내세우기로 결정했다.
클뢰크너는 2011년 3월 27일 실시되 주의회 선거에서 바트 크로츠나흐 지역구 선거에서 44.4%의 득표로 당선되었다. 기민련은 32.8%로 역대 최저 득표율을 기록했던 2006년 선거에 비해 2.5% 득율이 늘었지만, 9.9%의 득표율을 상실한 사민당에 0.5% 뒤졌다.
선거후 2011년 3월 30일 만장일치로 라인란트팔츠주 기민련 교선단체 대표로 선출되었다.

### 공직경력
클뢰크너는 2009년 10월 29일 식품 및 농업, 소비자보호부 차관으로 임명되었다. 2011년 2월 15일 라인란트 팔츠주 주의회 선거운동을 위해 사임했으며, 후임으로 페터 블레저(Peter Bleser, CDU)가 취임했다.

### 기타활동
클뢰크너는 트리어 전문대학 (Fachhochschule Trier)과 바트 크로츠나흐 아동병원 지원을 위한 오씨히 재단(Ossig-Stiftung), 유겐트라움 재단(Stiftung JugendRaum), 세계교회 재단(Stiftung Weltkirche), 카리타스 재단 "중점 사람"(Caritas-Stiftung „Mittelpunkt Mensch“)의 감독이사로 활동하고 있다. 그외에 근육병활자 지원을 위한 독일협회 라인란트주 지부와 독일 다발성 경화증 협회 바트크로츠나흐 지부, 기독 호스피스운동 지원협회 바트 크로츠나흐 지부, 앰블란스 서비스 협회 등의 후원인을 맡고 있다.

## 정치적 입장
클뢰크너는 낙태반대주의자다. 연방하원의원 시절 중후기 임신중절에 관한 법개정에 과정에서처럼 태아보호를 위한 활동을 해왔다. 그외에 임심부들의 어려움을 상담주는 생명의 선물(Donum vitae)이라는 기관을 지원하고 있다.
그녀는 배아줄기세포 연구에 대해 반대하고 있으나, 성체줄기세포연구는 지지하고 있다.
법적으로 등록한 동성커플에 대해 세제적으로 양성부부나 양성커플과 같은 대우를 해주는 것에는 찬성하지만, 동성커플의 입양과 동성결혼에 대해서는 반대하고 있다.
2015년 유럽 난민 사태 당시 클뢰크너는 난민에게 독일사회로의 통합과 의무적 어학과정 이수 그리고 법률 및 헌법 준수의무를 부과할 것을 요구하기도 했다.  또 2015년에는 공공장소에서 부르카와 히잡 착용을 금지할 것을 요구하기도 했다.

## 저서
- Thomas Hartmann와 공저 (1998). 《Der Wein erfreue des Menschen Herz(사람의 마음을 기쁘게 하는 포도주)》. Fribourg: Paulus-Verlag. ISBN 3-7228-0446-9.
- Thomas Hartmann와 공저 (2008). 《Irdischer Wein – Himmlischer Genuss: der Wein in der Bibel(현세의 포도주 - 천상의 누림: 성경속의 포도주)》. Fribourg: PaulusVerlag. ISBN 978-3-7228-0748-5.
- Martin Rupps / Volker Resing와 공저 (2015). 《Zutrauen! Ideen statt Ideologien - Was mir in der Politik wichtig ist (기대하시라! 이데올로기 대신 아이디어 - 정치에서 중요한 것)》. Freiburg: Herder. ISBN 978-3-451-31114-7.

## 역대 선거 결과
| 선거명      | 직책명                           | 대수 | 정당                | 득표율 | 득표수   | 결과        | 당락                                |
| ----------- | -------------------------------- | ---- | ------------------- | ------ | -------- | ----------- | ----------------------------------- |
| 2002년 선거 | 하원의원 (라인란트팔츠 비례대표) | 15대 | 독일 기독교민주연합 | %      | 표       | 비례대표 번 | 라인란트팔츠 비례대표 하원의원 당선 |
| 2005년 선거 | 하원의원 (크로이츠나흐 선거구)   | 16대 | 독일 기독교민주연합 | 0%     | 표       | 1위         | 크로이츠나흐 하원의원 당선          |
| 2009년 선거 | 하원의원 (크로이츠나흐 선거구)   | 17대 | 독일 기독교민주연합 | 0%     | 표       | 1위         | 크로이츠나흐 하원의원 당선          |
| 2011년 선거 | 라인란트팔츠의 총리              | 7대  | 독일 기독교민주연합 | 40.59% | 41표     | 2위         | 낙선                                |
| 2016년 선거 | 라인란트팔츠의 총리              | 8대  | 독일 기독교민주연합 | 34.65% | 35표     | 2위         | 낙선                                |
| 2021년 선거 | 하원의원 (크로이츠나흐 선거구)   | 20대 | 독일 기독교민주연합 | 29.09% | 39,589표 | 2위         | 낙선                                |
| 2025년 선거 | 하원의원 (크로이츠나흐 선거구)   | 21대 | 독일 기독교민주연합 | 32.27% | 46,768표 | 1위         | 오펜부르크 하원의원 당선            |